# Luigi Lusignani

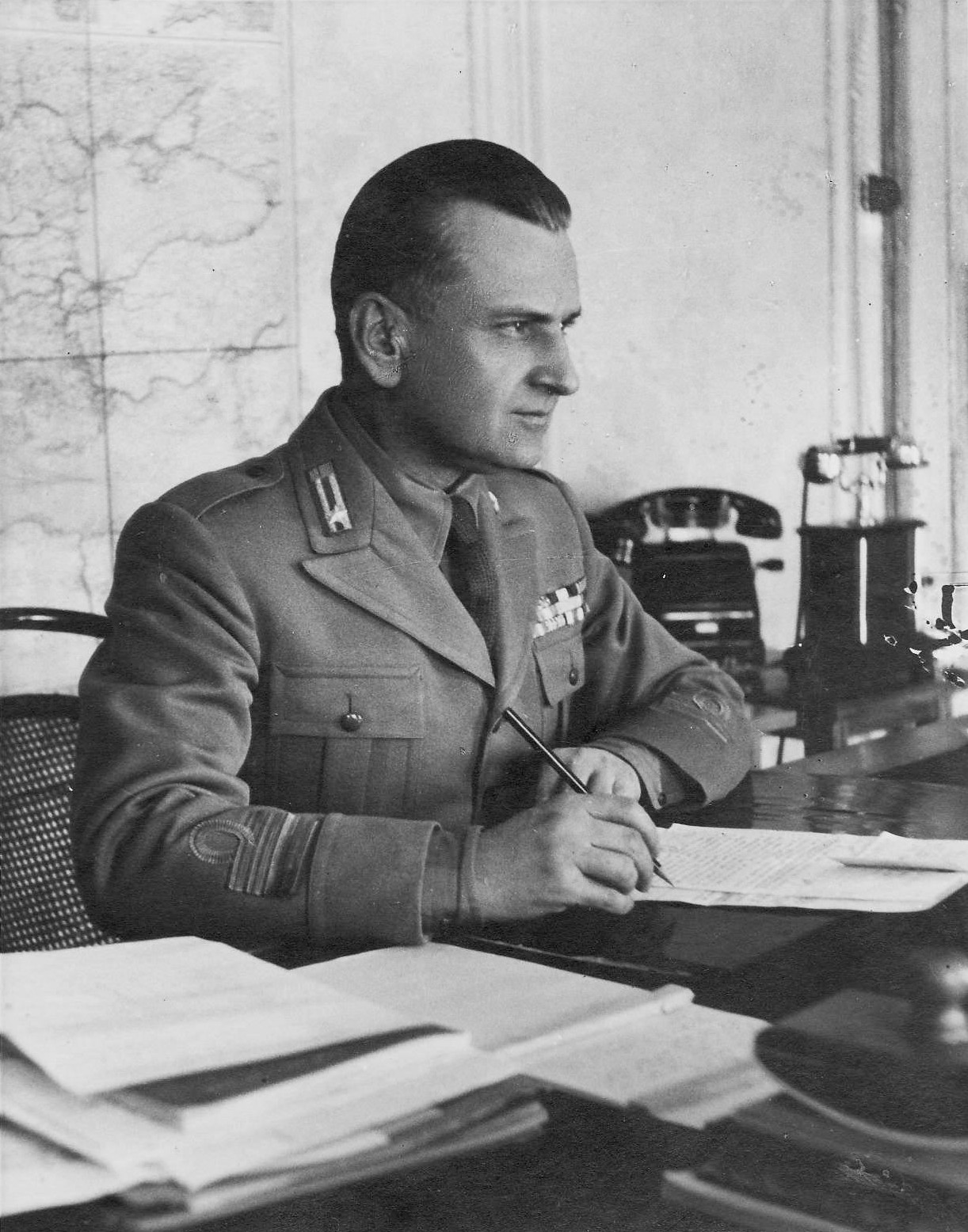

Luigi Lusignani (* 3. März 1896 in Vernasca, Provinz Piacenza; † 27. September 1943 auf Korfu, Griechenland) war ein italienischer Oberst.

## Leben
Lusignani begann seine militärische Karriere im Jahr 1914 an der Accademia Militare di Modena. Er kämpfte als Hauptmann des 19. und 44. Infanterie-Regiments im Ersten Weltkrieg, wofür ihm das Kriegsverdienstkreuz wegen seiner Rolle im Gefecht von San Martino al Carso sowie der Österreich-Ungarns Südtiroloffensive 1916 verliehen wurde. Er war von 1925 bis 1927 mit dem XXVI. Eritreischen Bataillon in Tripolitanien. Zurück in Italien besuchte er von 1928 bis 1931 den 58. Kurs der „Scuola di Guerra“ und wurde Kommandant der Militär-Division von Piacenza. Im Jahr 1933 wurde er zum Major ernannt. Drei Jahre später kehrte er als Kommandant des XLVI. Eritreischen Bataillons nach Libyen zurück und erhielt anschließend eine Verwendung in Eritrea (Italienisch-Ostafrika). Im Jahr 1938 wurde er als Oberstleutnant zum Kommando des Generalstabskorps versetzt und im Jahr 1942 schließlich zum Oberst ernannt.
Im November 1942 wurde er Kommandeur des 18. Infanterie-Regiments der „Acqui“-Division in Korfu, das seit dem Griechisch-Italienischen Krieg von Italien besetzt war. Am 8. September 1943, nachdem die Verhandlungen mit dem Oberkommando der Wehrmacht gescheitert waren, lehnte er es ab, sich unehrenhaft zu ergeben und organisierte die Verteidigung der Insel mit Hilfe der griechischen Partisanen der Papas Spiru. Die Regierung Badoglio sandte jedoch nicht die versprochene Hilfe, sodass Lusignani, ohne weitere Befehle erhalten zu haben, nach zwölf Tagen durch Angriffe der Wehrmacht überwältigt und am 25. September gefangen genommen wurde. Zusammen mit seinen Offizieren wurde er in der alten Festung Angelokastro der Stadt Korfu erschossen. Die Leichen der Offiziere wurden auf Befehl von Hubert Lanz „mit dem Schiff auf das Meer hinausgefahren und beschwert an mehreren Stellen versenkt“. Der Leichnam wurde nie gefunden.
Eine Straße sowie eine Kaserne in Piacenza als auch eine Straße in Genua sind nach Lusignani benannt.